# Loxofidonia hexasticha
Loxofidonia hexasticha là một loài bướm đêm trong họ Geometridae.